# Alexandre d'Alton
Pour les articles homonymes, voir Alton et Dalton.
Alexandre d'Alton ou Alexandre Dalton, né à Brive le 20 avril 1776, mort à Versailles le 20 mars 1859, est un général français de la Révolution et de l’Empire. Il est également baron de l'Empire, fait comte sous la Restauration. Il a également servi sous la Monarchie de Juillet.

## Biographie

### Guerres révolutionnaires
Fils d'un important manufacturier irlandais installé à Brive, il se joint aux volontaires de Corrèze.
Il entre au service en qualité de sous-lieutenant le 15 septembre 1791, dans le 88e régiment d'infanterie (ci-devant Berwick au service de France, est nommé lieutenant le 10 novembre de la même année, fait la guerre sur le Bas-Rhin depuis le commencement des hostilités jusqu'au mois de ventôse an III, et se trouve au siège du fort du Rhin.
Aide de camp du général Hédouville, commandant l'armée des côtes de Cherbourg le 17 germinal (6 avril 1795), capitaine à l'élection le 7 prairial (26 mai 1795), dans la 159e demi-brigade, il quitte le général Hédouville au mois de vendémiaire an V pour suivre le général Lazare Hoche dans l'expédition d'Irlande, puis il va avec ce dernier général en Allemagne, lorsqu'il obtient le commandement de l'armée de Sambre-et-Meuse. Après la mort de Hoche, le 3e jour complémentaire an V (19 septembre 1797), le capitaine d'Alton retourne auprès du général Hédouville.
Nommé chef de bataillon le 29 vendémiaire an VI (20 octobre 1797), il passe cette même année avec lui à Saint-Domingue, d'où il revient au commencement de l'an VII pour faire la campagne d'Italie en qualité d'aide de camp du général Carra-Saint-Cyr.
En l'an VIII, il suit à l'armée de réserve le général Louis-Alexandre Berthier, qui le place comme chef d'escadron, à la suite du 10e régiment de dragons. Le général Murat qui l'a placé sous ses ordres au passage du Pô et à la prise de Plaisance le 16 prairial (5 juin 1800), fait le plus grand éloge de sa conduite, qui n'est pas moins brillante à Marengo le 25 du même mois (14 juin 1800).
Il fait la campagne de l'an IX dans l'armée des Grisons, est promu le 3e jour complémentaire (20 septembre 1801) chef d'escadron titulaire au 10e régiment de dragons, et part pour rejoindre le détachement de son nouveau corps, qui était alors à Saint-Domingue. À son arrivée, le général Leclerc l'attache à sa personne le 18 brumaire an X (9 novembre 1801), et le nomme chef de brigade le 15 vendémiaire an XI (7 octobre 1802), à la suite d'une affaire contre les nègres révoltés où il a eu trois chevaux tués sous lui.

### Guerres napoléoniennes
À son retour en France, il passe adjudant-commandant le 10 prairial suivant (30 mai 1803), pour être employé auprès du ministre de la Guerre. Membre et officier de la Légion d'honneur les 15 pluviôse (5 février 1804) et 25 prairial an XII (14 juin 1804), il fait partie de l'armée des côtes de l'Océan jusqu'à la fin de l'an XIII. Il sert en l'an XIV au grand quartier-général, combat à Austerlitz, et obtient le 30 frimaire (21 décembre 1805) le commandement du 59e régiment d'infanterie de ligne.
Attaché au 6e corps de la Grande Armée pendant les années 1806 et 1807, il se trouve à Iéna, à Eylau et à Friedland, et tient garnison à Dantzig en 1808.
Napoléon Ier lui confère le titre de baron de l'Empire le 15 mars 1809, et, il est promu général de brigade le 21 mars 1809. Il rejoint aussitôt l'armée d'Allemagne et prend part à toutes les grandes opérations de cette campagne. Frappé en 1812 lors de la campagne de Russie, d'un coup de biscaïen à la bataille de Smolensk le 17 mai 1812, il obtient le 23 septembre l'autorisation de se retirer sur les derrières de l'armée pour guérir sa blessure.
Napoléon Ier qui, dans le cours de cette campagne, a fait plusieurs fois l'éloge de sa bravoure, lui confie le 10 juillet 1813, le commandement supérieur de la place et de la citadelle d'Erfurt, où il reste bloqué du 25 octobre 1813 jusqu'au mois d'avril 1814. Il l'abandonne et réussit à rallier la France à travers l'Allemagne soulevée. Il en sort avec les honneurs de la guerre et ramene sa garnison en France.

### Restauration française
Chevalier de Saint-Louis le 8 juillet 1814, commandeur de la Légion d'honneur le 23 août, comte, adjoint à l'inspection générale de l'infanterie dans la 1re division militaire le 30 décembre, il est envoyé à Metz en mars 1815, pour commander la 2e division du 1er corps sous les ordres du duc de Berry.
Il est nommé lieutenant général le 13 avril (Cent-Jours) avec ordre d'aller prendre le commandement de la 25e division d'infanterie au 9e corps d'observation (armée du Var). L'ordonnance du 1er août suivant annule sa nomination et le met en non-activité comme maréchal de camp.
En 1816 et 1817, il est employé comme adjoint à l'inspection général de l'infanterie dans la 5e division militaire, et le 27 mai 1818 on le comprend dans l'organisation du corps royal d'état-major.
Lieutenant général le 25 avril 1821 et mis en disponibilité le comte d'Alton est chargé d'une inspection d'infanterie en 1824 et reste en disponibilité de 1829 à 1830. En 1831, on lui confie le commandement des troupes à Alger. Il rentre en France l'année suivante. Il a été fait Commandeur de l’Ordre royal et militaire de Saint-Louis le 26 octobre 1826.

### Monarchie de Juillet
Grand officier de la Légion d'honneur le 29 avril 1833, membre du comité d'infanterie et de cavalerie en 1834, et, en 1835 commandant de la 2e division militaire, le général d'Alton a été placé dans le cadre de réserve de l'état-major général en 1841.
Son fils Alfred d'Alton (1815-1866) est lui aussi devenu général. Sa fille Aimée épousa Paul de Musset, et inspire le poème Les Nuits à son beau-frère, Alfred.
Il est inhumé, ainsi que son fils Alfred d'Alton, au cimetière du Père Lachaise (25ème Division).

## État des services
- 1805 : colonel
- 21 mars 1809 : général de brigade
- 13 avril 1815 : lieutenant général
- 1er août 1815 : maréchal de camp.

## Honneurs
Son nom figure sur l'arc de triomphe de l'Étoile à Paris.

## Armoiries
| Figure | Blasonnement |
|        | Armes du comte d'Alton et de l'Empire Coupé : au 1, parti de sinople au lys de jardin d'argent, tigé, feuillé et terrassé d'or et du quartier des Barons militaires de l'Empire ; au 2, d'azur au lion rampant d'argent tenant de la dextre une branche de laurier et entouré de cinq étoiles aussi d'argent en orle., |

## Pour approfondir